# Kriukowe (obwód połtawski)
Kriukowe (ukr. Крюкове) – wieś na Ukrainie, w obwodzie połtawskim, w rejonie połtawskim, w hromadzie Nowoseliwka. W 2001 liczyła 189 mieszkańców.

## Urodzeni
- Szymon (Gietia) – rosyjski biskup prawosławny.